# John Carew

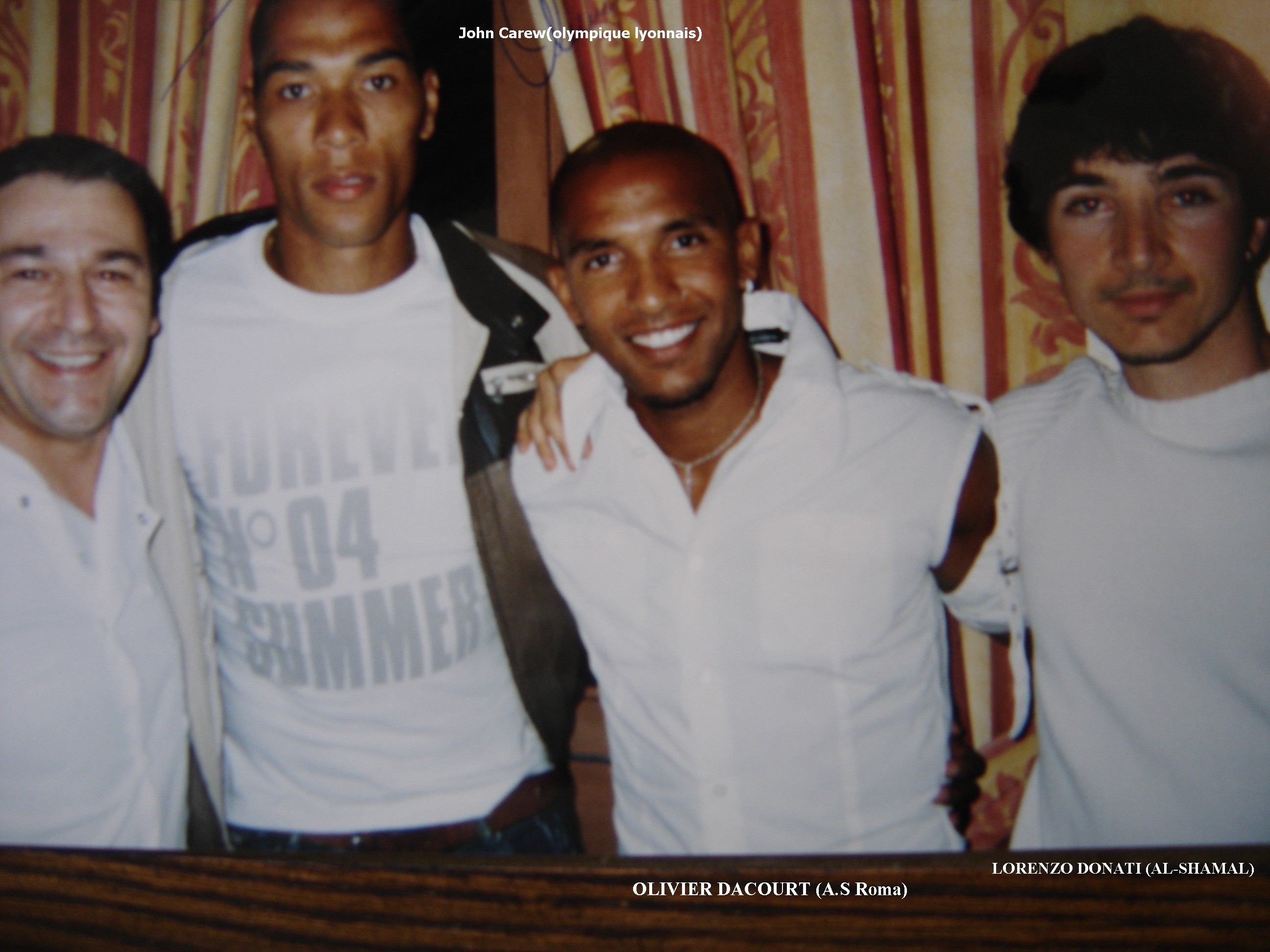

John Carew (n. 5 septembrie 1979, Lørenskog, Akershus, Norvegia) este un fost fotbalist norvegian, care a evoluat pe postul de atacant pentru mai multe cluburi, printre care: Lyon, Valencia, Rosenborg, Aston Villa și AS Roma.
A jucat 91 de meciuri pentru echipa națională de fotbal a Norvegiei, marcând 24 de goluri.

## Palmares

### Club
Vålerenga
- Cupa Norvegiei: 1997

Rosenborg
- Prima Ligă Norvegiană (Tippeligaen): 1999

Valencia
- La Liga: 2001–02
- Champions League

Finalist: 2001
- Supercopa de Espana

Finalist: 2002
Lyon
- Ligue 1: 2005–06
- Trophée des Champions: 2006

Aston Villa
- League Cup

Finalist: 2009–10
Stoke City
- FA Cup

Finalist: 2010–11
West Ham United
- Football League Championship play-offs (1): 2011–12

### Individual
- Kniksen of the Year (3): 2005, 2007, 2008
- Golgheter FA Cup: 2009–10

## Statistici carieră

### Statistici internaționale
| Norvegia | Norvegia | Norvegia |
| An       | Meciuri  | Goluri   |
| -------- | -------- | -------- |
| 1998     | 1        | 0        |
| 1999     | 5        | 1        |
| 2000     | 11       | 2        |
| 2001     | 9        | 6        |
| 2002     | 5        | 1        |
| 2003     | 5        | 0        |
| 2004     | 7        | 2        |
| 2005     | 9        | 1        |
| 2006     | 6        | 1        |
| 2007     | 10       | 6        |
| 2008     | 6        | 1        |
| 2009     | 8        | 1        |
| 2010     | 4        | 1        |
| 2011     | 5        | 1        |
| Total    | 91       | 24       |

Sursa:

## Goluri marcate pentru naționala Norvegiei
| Nr.      | Data               | Stadion                | Adversar              | Rezultat | Competiție                             |
| -------- | ------------------ | ---------------------- | --------------------- | -------- | -------------------------------------- |
| 1        | 22 ianuarie 1999   | Umm al-Fahm, Israel    | Estonia               | 3–3      | Meci amical                            |
| 2        | 4 februarie 2000   | La Manga, Spania       | Suedia                | 1–1      | Meci amical                            |
| 3        | 3 iunie 2000       | Ullevaal Stadion, Oslo | Italia                | 1–0      | Meci amical                            |
| 4        | 28 februarie 2001  | Belfast                | Irlanda de Nord       | 4–0      | Meci amical                            |
| 5        | 24 martie 2001     | Ullevaal Stadion, Oslo | Polonia               | 2-3      | CM de fotbal 2002 (meci de calificare) |
| 6        | 6 iunie 2001       | Ullevaal Stadion, Oslo | Belarus               | 1–1      | CM de fotbal 2002 (meci de calificare) |
| 7        | 5 septembrie 2001  | Ullevaal Stadion, Oslo | Țara Galilor          | 3–2      | CM de fotbal 2002 (meci de calificare) |
| 8 og 9   | 6 octombrie 2001   | Erevan                 | Armenia               | 4–1      | CM de fotbal 2002 (meci de calificare) |
| 10       | 7 septembrie 2002  | Ullevaal Stadion, Oslo | Danemarca             | 2–2      | CE de fotbal 2004 (meci de calificare) |
| 11       | 4 septembrie 2004  | Palermo                | Italia                | 1–2      | CM de fotbal 2006 (meci de calificare) |
| 12       | 13 octombrie 2004  | Ullevaal Stadion, Oslo | Slovenia              | 3–0      | CM de fotbal 2006 (meci de calificare) |
| 13       | 3 septembrie 2005  | Celje                  | Slovenia              | 3–2      | CM de fotbal 2006 (meci de calificare) |
| 14       | 15 noiembrie 2006  | Belgrad                | Serbia                | 1–1      | Meci amical                            |
| 15       | 24 martie 2007     | Ullevaal Stadion, Oslo | Bosnia și Herțegovina | 1–2      | CE de fotbal 2008 (meci de calificare) |
| 16 og 17 | 6 iunie 2007       | Ullevaal Stadion, Oslo | Ungaria               | 4-0      | CE de fotbal 2008 (meci de calificare) |
| 18 og 19 | 22 august 2007     | Ullevaal Stadion, Oslo | Argentina             | 2-1      | Meci amical                            |
| 20       | 12 septembrie 2007 | Ullevaal Stadion, Oslo | Grecia                | 2-2      | CE de fotbal 2008 (meci de calificare) |